# Girolamo Domenichini
Girolamo Domenichini (Ferrara, 1812 – Ferrara, 12 novembre 1891) è stato un pittore italiano.

## Biografia
Studiò disegno col padre Gaetano Domenichini e nel 1832 andò a Firenze, per studiare pittura con Giuseppe Bezzuoli, Tommaso Gazzarrini e Pietro Benvenuti, passando nel 1835 a Roma, dove vinse il primo premio dell'Accademia di San Luca, per studiare con Filippo Agricola e con Vincenzo Camuccini. Tornato a Ferrara nel 1836, iniziò una carriera di successo, oltre a divenirvi insegnante di ornato dal 1848 al 1885, avendo allievi, tra gli altri, Giovanni Boldini, Gaetano Previati e Giuseppe Mentessi.  
Tra gli interpreti della scuola storica romantica, come mostrano le sue Storie della Parisina e le Storie di Marchesella, decorò il soffitto della chiesa del Gesù (1843) col padre Gaetano e Francesco Migliari, i teatri comunali di Ferrara (1850) e di Fabriano (1851), la Basilica di San Francesco (1853-1860), e fu autore di tele di soggetti religiosi, come il San Maurelio, San Giorgio, San Rocco e San Filippo (1837) per la Chiesa Nuova o la Madonna in trono con S. Vito e S. Agata (1863) per la parrocchiale di Sabbioncello San Vittore.